# 新桃太郎
《新桃太郎》即依據日本童話故事《桃太郎》為基礎，再進行改編的電影作品。

## 概述

### 歌曲
- 主題曲〈千年的神話〉

作詞：詹宏志／作曲：李壽全／編曲：陳志遠／主唱：金智娟（娃娃）
- 插曲〈只是啊只是〉

作詞：楊立德／作曲：陳煥昌／主唱：金智娟

## 劇情簡介
古老的東方，長年冰封的聖母峰內有一處桃花源。聖母峰上的太陽神劍吸收日月精華，所以桃花源終年四季如春，景色宛如人間仙境。但是，鬼王為得到太陽神劍以稱霸三界，闖入桃花源奪取寶劍，並將裏面居住的一對仙侶殺害。然而，女仙侶在臨終前將她的兒子藏進大桃子內逃生，並囑咐小仙女保護他。
不久後，大桃子被一對膝下無子的老夫婦檢到。老夫婦要拿刀剖開大桃子時，卻發現到內部有位小嬰兒。喜獲小嬰兒的老夫婦，便將此嬰兒命名為「桃太郎」。此時，鬼王在奪到太陽神劍之後，前往惡魔島解救被困島上的鬼怪，並開始禍害人間；而桃太郎在小仙女的幫助下，迅速長大成人。
長大後的桃太郎有著天生的神力，幫助老夫婦不少忙……

## 人物角色
| 角色     | 演員   | 備註 |
| 桃太郎   | 林小樓 | 戲中的主角，性情和善，個性陽光耿直，天生力大無窮，可一個人將一棵快倒塌的南洋杉撐起，加上其永不向惡勢力妥協的決心，讓鬼王倍感威脅。                                                                                     |
| 鬼王     | 黃仲裕 | 弒桃太郎雙親的仇人，並奪取桃花源的太陽神劍，心狠手辣，也是這部片的大反派，使用招數為雷射光束及太陽神劍。 |
| 阿公     | 金塗   | 桃太郎的養父，個性純樸且逗趣，經常好高騖遠的表演一些才藝卻屢貽笑大方。 |
| 阿婆     | 尤美芳 | 桃太郎的養母，為人細心和善，與丈夫共同將桃太郎扶養長大。 |
| 雞童     | 楊如球 | 桃花源的守護童子之一 |
| 狗童     | 陳子強 | 桃花源的守護童子之一 |
| 猴童     | 徐育達 | 桃花源的守護童子之一 |
| 小仙女   | 劉致妤 | 桃花源的守護仙女 |
| 西瓜太郎 | 胖三   | 桃太郎的同行友人之一，喜歡蘋果公主。起初是名大將軍，起初擔心桃太郎的加入會影響自己的威勢而予以拒絕，並選擇自己帶團與鬼怪們搏鬥，但因低估鬼群的實力而慘遭滅團，最後桃太郎一行人及時趕到救了再差一秒就要被送上西天的他。 |
| 蘋果公主 | 陳思萍 | 萬人迷，在蘋果國滅亡後遭鬼族擄到惡魔島，是西瓜太郎暗戀的對象。 |
| 北海道人 | 陳松勇 | 三腳貓功夫的道士，僅能對付一些功力不足的鬼怪，斬殺了四個普通的鬼怪，最後被風鬼打敗與被大力鬼嚇跑。 |
| 鬼婆婆   | 林光榮 | 鬼王的部下，使用之武器為類似美軍二戰時期的火焰噴射器。 |
| 水鬼王   | 朱克榮 | 鬼王的部下，擅長於水中作戰，武器為如鯊魚般的背鰭及長矛。 |
| 風鬼     | 小高山 | 鬼王的部下，肩上扛著一個風袋，打開時可釋放出如颱風般之狂風，後與桃太郎比肺活量而敗亡。 |
| 大力鬼   | 黃根梶 | 鬼王的部下，肌肉結實為他的主要特徵，武器為鬼刺狼牙棒，最後被中了小仙女愛神之箭的西瓜太郎打敗。 |
| 男仙侶   | 張復健 | 聖母峰桃花園主人，也是桃太郎的父親，擅長念力及內功，但仍不敵鬼王奪取神劍後的惡勢力。 |
| 女仙侶   | 尹寶蓮 | 聖母峰桃花園主人，桃太郎的母親，被鬼王殺害。 |

## 備註
1. ↑  香港電影票房 1987 〔華語電影〕 （页面存档备份，存于），〈香港電影票房全紀錄〉
2. ↑  1987年台灣票房 的存檔，存档日期2008-06-30.，〈台灣電影資料庫〉
3. ↑  六七年級生兒時的偶像──《新桃太郎》 （页面存档备份，存于），聯合新聞網，2016-04-07

## 外部連結
- 香港影庫上《新桃太郎》的資料（繁體中文）
- 时光网上《新桃太郎》的資料（简体中文）
- 豆瓣电影上《新桃太郎》的資料 （简体中文）
- 互联网电影数据库（IMDb）上《新桃太郎》的资料（英文）
- 新桃太郎（The Child of Peach），〈台灣電影資料庫〉